# Секви, Сандро
Сандро Секви (итал. Sandro Sèqui; 10 ноября 1933, Рим — 14 апреля 1998, близ Коньи, Турция) — итальянский режиссёр.

## Биография
Окончил Национальную академию театрального искусства в Риме (1959), поставив дипломный спектакль по пьесе Луиджи Пиранделло. Начал театральную карьеру в 1960—1962 гг. в Неаполе, дебютировав постановкой пьесы Альдо Николаи «Солдат Пиччико» с Джан Марией Волонте в главной роли. Затем работал в Риме, в 1966 г. поставил оперу Клаудио Монтеверди «Коронация Поппеи» во Флоренции. В дальнейшем работал как режиссёр драматического театра в разных городах Италии, обращаясь к широкому диапазону пьес, от Карло Гоцци и Карло Гольдони до Августа Стриндберга, Максима Горького и современной итальянской драматургии. В качестве оперного режиссёра сотрудничал с ведущими сценами мира, от Ла Скала до Ковент Гардена; в 1972 г. дебютировал в Метрополитен-опере с «Дочерью полка» Гаэтано Доницетти, в 1975 г. поставил там же «Осаду Коринфа» Джоакино Россини (оригинальная редакция Томаса Шипперса, дебют Беверли Силлс), а в 1976 г. — оперу Винченцо Беллини «Пуритане» с Лучано Паваротти и Джоан Сазерленд (эта постановка была возобновлена спустя более чем 30 лет и показана всему миру в рамках прямых трансляций Метрополитен-опера в HD). Кроме того, снял несколько мини-сериалов на итальянском телевидении, в том числе экранизацию «Трёх мушкетёров» (1976).
Погиб в автокатастрофе.